# Edward Albert Sharpey-Schafer

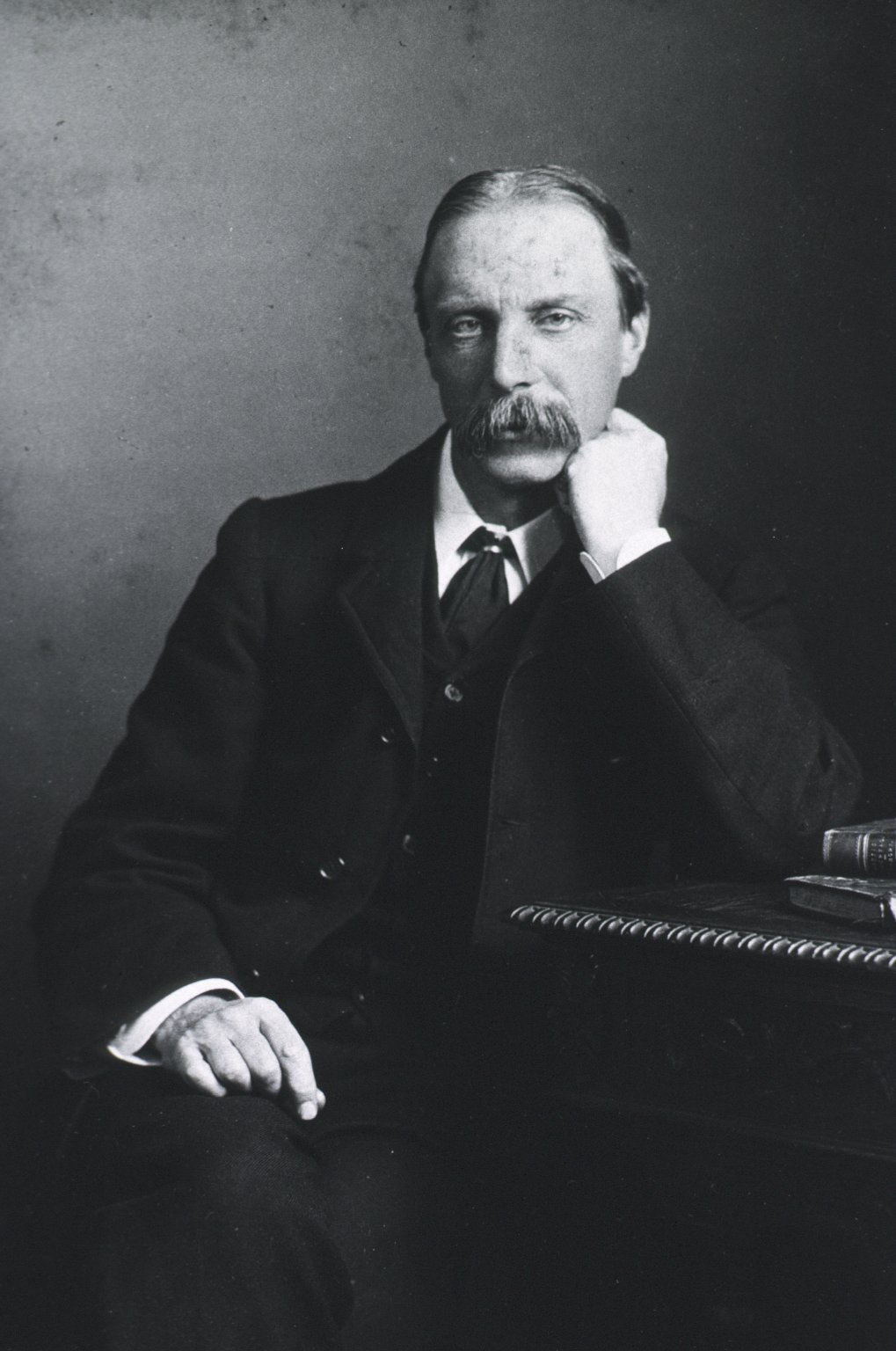
Edward Albert Sharpey-Schafer

Edward Albert Sharpey-Schafer (ur. 2 czerwca 1850 w Hornsey, zm. 29 marca 1935 w North Berwick) – brytyjski fizjolog, wprowadził do medycyny nazwę insuliny oraz pojęcie „endokrynny”. Laureat Medalu Copleya.

## Publikacje
- Experimental physiology. 3d ed. Londyn: Longmans, Green, 1921
- The endocrine organs. 2nd ed. 1924